# Philipp Sigmund von Dietrichstein
Philipp Sigmund von Dietrichstein (Vienna, 9 marzo 1651 – Vienna, 3 luglio 1716) è stato un nobile e politico austriaco.

## Biografia
Philipp Sigmund era il figlio minore del principe Massimiliano di Dietrichstein (1596–1655) e della sua seconda moglie, Sofia Agnese di Mansfeld (1619–1677). Dopo la morte di suo padre, l'educazione di Philip Sigismund venne affidata da sua madre e dal fratellastro maggiore al principe Ferdinando di Ditrichstein. Negli anni 1670–1674 intraprese un grand tour in Europa toccando diverse tappe importanti: rimase a Parigi per quasi un anno, e un altro lo trascorse a Madrid, dove il suo nome e il suo alto lignaggio gli fecero concedere anche un'udienza con re Carlo II di Spagna. Un terzo anno lo passò in Italia, a Roma.
Al ritorno da questo viaggi, si fermò alla corte imperiale di Vienna dove divenne ciambellano imperiale e consigliere privato, e dal 1695 fu anche comandante della guardia del corpo personale dell'imperatore. Negli anni 1699–1705 fu Oberstalltmeister con l'imperatore Leopoldo I, ma venne costretto a dimettersi con la salita al trono di Giuseppe I, venendo nuovamente reintegrato nei suoi incarichi nel 1713 sino al 1716. Nel 1694 ottenne il Toson d'Oro, la massima onorificenza imperiale.
Fu grande proprietario terriero in Boemia ed in Moravia e promosse l'operato di architetti come Giovanni Pietro Tencalla, Johann Bernhard Fischer von Erlach e Johann Lucas von Hildebrandt.

## Matrimonio e figli
Nel 1680 sposò Maria Elizabeth von Hoffman zu Grünbüchel (1660–1705), sposandosi alla morte di questa con Dorothea Josepha Jankovska zu Vlašimi (1666–1742). Ebbe figli unicamente dal primo matrimonio, ma il suo unico maschio, Emmanuel Joseph (1690–1703) morì infante. Anche la figlia maggiore Marie Anna (1681–1704), moglie del conte Jan Václav Gallas dal 1700, morì molto giovane.

## Albero genealogico
|                                                                     |                                         |                                        | Genitori                                           |  |  | Nonni |  |  | Bisnonni               |  |  | Trisnonni                   |  |
|                                                                     |                                         |                                        |                                                    |  |  |       |  |  | Adam von Dietrichstein |  |  | Sigismund von Dietrichstein |  |
|                                                                     |                                         |                                        |                                                    |  |  |       |  |  | Adam von Dietrichstein |  |  | Sigismund von Dietrichstein |  |
|                                                                     |                                         | Barbara von Rottal                     |                                                    |  |  |       |  |  | Adam von Dietrichstein |  |  |                             |  |
| Sigismondo II, conte di Dietrichstein                               |                                         |                                        |                                                    |  |  |       |  |  | Adam von Dietrichstein |  |  |                             |  |
|                                                                     |                                         | Margarita Folch de Cardona y Requesens | Antoni de Cardona i Enríquez                       |  |  |       |  |  |                        |  |  |                             |  |
|                                                                     |                                         | Margarita Folch de Cardona y Requesens | Antoni de Cardona i Enríquez                       |  |  |       |  |  |                        |  |  |                             |  |
|                                                                     |                                         | Margarita Folch de Cardona y Requesens | Ana María Requesens de Soler y Enríquez de Velasco |  |  |       |  |  |                        |  |  |                             |  |
| Massimiliano di Dietrichstein, II principe di Dietrichstein         |                                         | Margarita Folch de Cardona y Requesens |                                                    |  |  |       |  |  |                        |  |  |                             |  |
|                                                                     |                                         | Hans Warmund von der Leiter            | Hans Christoph I von der Leiter                    |  |  |       |  |  |                        |  |  |                             |  |
|                                                                     |                                         | Hans Warmund von der Leiter            | Hans Christoph I von der Leiter                    |  |  |       |  |  |                        |  |  |                             |  |
|                                                                     |                                         | Hans Warmund von der Leiter            | Elisabetta di Hohenzollern-Haigerloch              |  |  |       |  |  |                        |  |  |                             |  |
| Johanna von der Leiter                                              |                                         | Hans Warmund von der Leiter            |                                                    |  |  |       |  |  |                        |  |  |                             |  |
|                                                                     |                                         | Elisabeth von Thurn                    | Jakob von Thurn                                    |  |  |       |  |  |                        |  |  |                             |  |
|                                                                     |                                         | Elisabeth von Thurn                    | Jakob von Thurn                                    |  |  |       |  |  |                        |  |  |                             |  |
|                                                                     |                                         | Elisabeth von Thurn                    | Barbara von Thannhausen                            |  |  |       |  |  |                        |  |  |                             |  |
| Ferdinando Giuseppe di Dietrichstein, III principe di Dietrichstein |                                         | Elisabeth von Thurn                    |                                                    |  |  |       |  |  |                        |  |  |                             |  |
|                                                                     | Bruno II von Mansfeld-Vordeort-Bornsted | Philipp von Mansfeld-Vorderort         |                                                    |  |  |       |  |  |                        |  |  |                             |  |
|                                                                     | Bruno II von Mansfeld-Vordeort-Bornsted | Philipp von Mansfeld-Vorderort         |                                                    |  |  |       |  |  |                        |  |  |                             |  |
|                                                                     | Bruno II von Mansfeld-Vordeort-Bornsted | Amalia von Leisnig                     |                                                    |  |  |       |  |  |                        |  |  |                             |  |
| Wolfgang von Mansfeld-Vordeort-Bornsted                             | Bruno II von Mansfeld-Vordeort-Bornsted |                                        |                                                    |  |  |       |  |  |                        |  |  |                             |  |
|                                                                     |                                         | Christine von Barby-Mühlingen          | Wolfgang I von Barby-Mühlingen                     |  |  |       |  |  |                        |  |  |                             |  |
|                                                                     |                                         | Christine von Barby-Mühlingen          | Wolfgang I von Barby-Mühlingen                     |  |  |       |  |  |                        |  |  |                             |  |
|                                                                     |                                         | Christine von Barby-Mühlingen          | Agnes von Mansfeld-Hinterort                       |  |  |       |  |  |                        |  |  |                             |  |
| Sophie Agnes von Mansfeld                                           |                                         | Christine von Barby-Mühlingen          |                                                    |  |  |       |  |  |                        |  |  |                             |  |
|                                                                     |                                         | Buchard Schenk von Tautenburg          | Georg Schenk von Tautenburg                        |  |  |       |  |  |                        |  |  |                             |  |
|                                                                     |                                         | Buchard Schenk von Tautenburg          | Georg Schenk von Tautenburg                        |  |  |       |  |  |                        |  |  |                             |  |
|                                                                     |                                         | Buchard Schenk von Tautenburg          | Magdalena Schenk von Tautenburg                    |  |  |       |  |  |                        |  |  |                             |  |
| Sophie Schenk von Tautenburg                                        |                                         | Buchard Schenk von Tautenburg          |                                                    |  |  |       |  |  |                        |  |  |                             |  |
|                                                                     |                                         | Agnes von Everstein                    | ?                                                  |  |  |       |  |  |                        |  |  |                             |  |
|                                                                     |                                         | Agnes von Everstein                    | ?                                                  |  |  |       |  |  |                        |  |  |                             |  |
|                                                                     |                                         | Agnes von Everstein                    | ?                                                  |  |  |       |  |  |                        |  |  |                             |  |
|                                                                     |                                         | Agnes von Everstein                    |                                                    |  |  |       |  |  |                        |  |  |                             |  |